# Spaniocelyphus badius
Spaniocelyphus badius är en tvåvingeart som beskrevs av Joann M. Tenorio 1972. Spaniocelyphus badius ingår i släktet Spaniocelyphus och familjen Celyphidae. Inga underarter finns listade i Catalogue of Life.